# الآليثياولوجيا
الآيثياولوجيا (بالإنجليزية: Alethiology) تعني حرفيًا دراسة الحقيقة أو معرفة الحقيقة أو الكشف عن الحقيقة. تأتي كلمة آليثيا من الكلمة اليونانية (ἀλήθεια) التي تعني الكشف أو الحقيقة.